# Yazıköy, Gerede
Yazıköy là một xã thuộc huyện Gerede, tỉnh Bolu, Thổ Nhĩ Kỳ. Dân số thời điểm năm 2010 là 151 người.